# A. G. Alfieri
A. G. Alfieri war ein italienischer Automobilhersteller, der von 1925 bis 1927 Bestand hatte.

## Geschichte
Die Firma A.G. Alfieri wurde 1925 in Mailand von Giuseppe Alfieri gegründet. Diese Firma ging  zwar nach nur zwei Jahren in die Insolvenz, doch trotz ihrer kurzen Lebensdauer ist sie mit der Realisierung der Einzelradaufhängung in die Automobilgeschichte eingegangen.
Alfieri konstruierte zwei verschiedene Modelle von Personenkraftwagen. Der Tipo 1 Sport erschien 1925 mit einem Vierzylindermotor von Chapuis-Dornier mit 1094 cm³ Hubraum und 14 PS. 1927 folgte der Tipo 2 Sport. Dieser Wagen unterschied sich vom Tipo 1 Sport durch die Vorderradaufhängung und den S.C.A.P.-Motor mit Cozette-Kompressor, der über 20 PS verfügte.

## Modelle
- AG Tipo 1 Sport
- AG Tipo 2 Sport